# Sunrise at Campobello (pièce de théâtre)
Pour l’article homonyme, voir Sunrise at Campobello.
Sunrise at Campobello est une pièce de théâtre de Dore Schary créée en 1958 au Cort Theatre de Broadway (New York).

## Argument
La pièce est une biographie d'Eleanor et Franklin Delano Roosevelt (32e président des États-Unis).

## Distinctions
- Tony Awards 1958[1]
  - Tony Award de la meilleure pièce
  - Tony Award du meilleur acteur dans une pièce pour Ralph Bellamy
  - Tony Award du meilleur acteur dans un second rôle dans une pièce pour Henry Jones
  - Tony Award du meilleur metteur en scène pour Vincent J. Donehue

## Film
Sunrise at Campobello a été adapté au cinéma par le metteur en scène original de la pièce, Vincent J. Donehue.